# Копли (микрорайон)
Ко́пли (эст. Kopli) — микрорайон в районе Пыхья-Таллинн города Таллина, столицы Эстонии.

## География
Расположен на полуострове Копли. На востоке граничит с микрорайоном Пальяссааре, на юго-востоке — с Ситси, на юге — с Пелгуранна. Площадь микрорайона Копли — 2,82 км². Плотность населения на 1 января 2023 года — 2384,8 чел/км².

## Улицы
Основные и самые протяжённые улицы микрорайона: Копли, Малева, Марати и Пелгуранна.

## Население
| Численность населения микрорайона Копли на 1 января по данным Регистра народонаселения | Численность населения микрорайона Копли на 1 января по данным Регистра народонаселения | Численность населения микрорайона Копли на 1 января по данным Регистра народонаселения | Численность населения микрорайона Копли на 1 января по данным Регистра народонаселения | Численность населения микрорайона Копли на 1 января по данным Регистра народонаселения | Численность населения микрорайона Копли на 1 января по данным Регистра народонаселения | Численность населения микрорайона Копли на 1 января по данным Регистра народонаселения | Численность населения микрорайона Копли на 1 января по данным Регистра народонаселения |
| 2008                                                                                   | 2010                                                                                   | 2011                                                                                   | 2012                                                                                   | 2013                                                                                   | 2014                                                                                   | 2015                                                                                   | 2016                                                                                   |
| -------------------------------------------------------------------------------------- | -------------------------------------------------------------------------------------- | -------------------------------------------------------------------------------------- | -------------------------------------------------------------------------------------- | -------------------------------------------------------------------------------------- | -------------------------------------------------------------------------------------- | -------------------------------------------------------------------------------------- | -------------------------------------------------------------------------------------- |
| 7405                                                                                   | ↘7390                                                                                  | ↘7138                                                                                  | ↘7094                                                                                  | ↗7112                                                                                  | ↗7163                                                                                  | ↗7240                                                                                  | ↘7186                                                                                  |
| 2017                                                                                   | 2018                                                                                   | 2019                                                                                   | 2020                                                                                   | 2021                                                                                   | 2022                                                                                   | 2023                                                                                   |                                                                                        |
| ↘7082                                                                                  | ↘6953                                                                                  | ↘6667                                                                                  | ↘6628                                                                                  | ↗6685                                                                                  | ↗6722                                                                                  | ↗6725                                                                                  |                                                                                        |

## История
Предшественником современного микрорайона Копли было историческое поселение на одноимённом полуострове. В средние века это было крупнейшее владение Ревеля, названное в честь городской мызы Цигельскоппель (нем. Ziegelskoppel, Копли, эст. Kopli linnamõis), где содержался городской скот. В 1415 году упоминается рыбацкая деревушка Копли. Местность также называлась Теллископпель (Telliskoppel, Teghelcoppel) по расположенному здесь кирпичному заводу (эст. tellis — «кирпич»).
Копли делится на четыре подрайона: Беккера и Вене-Балти, названные в честь бывших судостроительных заводов (завода Беккера и Русско-Балтийского завода), Неэме (садовый городок, названный в честь улицы, основанной в 1930 году) и Теллископли (территория вокруг бывшей мызы).
В 1774 году в Копли было создано кладбище, на котором стали хоронить лютеран. Кладбище просуществовало до 1945 года, после чего было превращено в базу частей РККА. В начале 1950-х годов кладбище было окончательно ликвидировано. В 1951 году территорию бывшего кладбища превратили в парк, где в 1970-х годах создали Коплиский парк развлечений.
В годы Эстонской освободительной войны в Копли находились бараки Северо-Западной армии Юденича.
В 1919 году в Копли была основана Эстонская морская академия. В одном из зданий бывшего Русско-Балтийского судостроительного завода расположен офис концерна «BLRT Grupp».
В советское время в Копли располагались:
- Балтийский судоремонтный завод (головное предприятия производственного объединения «Эстремрыбфлот»);
- завод резиновых изделий «Пыхьяла»;
- стекольный завод «Тарбеклаас»;
- головная контора Экспериментальной верфи спортивного судостроения;
- Таллинский завод строительной керамики;
- рыболовецкий колхоз «Маяк»;
- 8-й филиал Таллинского автотранспортного объединения (Коплиская автобаза);
- трамвайное депо;
- Таллинский техникум железнодорожного транспорта[11].

## Предприятия, учреждения и организации
- Kopli tn 98 — Таллинская Коплиская профессиональная школа[12];
- Kopli tn 101 — Эстонская морская академия,
  - Эстонская морская школа[13];
- Kopli tn 102A — Таллинская художественная гимназия[14];
- Kopli tn 103 — офис компании «BLRT Grupp»[15];
- Kopli tn 104 — Коплиский детский сад (эст. Kopli Lasteaed);
- Kopli tn 118 — Коплиское трамвайное депо;
- Kopliranna tn 49 — порт Беккера;
- Vasara tn 18 — детский сад «Маазикас» (эст. Lasteaed Maasikas — с эст. «Клубника»);
- Treiali tn 6 — церковь Николая-Чудотворца (памятник культуры)[16].

## Парки
- Парк Сюста;
- парк Казе;
- парк кладбища Копли.

## Памятники архитектуры
- Административное здание завода Беккера (1914)
- Жилой дом инженеров завода Беккера (1914)
- Водонапорная башня завода Беккера (1914)
- Механико-турбинный цех завода Беккера (1914)
- Административное здание Русско-Балтийского завода, ныне — Эстонская морская академия (бывший корпус экономического факультета ТПИ) (1915)
- Коплиский детский сад (1928)
- Церковь Николая-Чудотворца (1936)
- Коплиская начальная школа (1940, 1949)

## Общественный транспорт
По микрорайону курсируют городские автобусы маршрутов № 32 (до остановки «Копли»), № 33 (до остановки «Малева»), № 72 (до остановки «Копли»), № 73 (до остановки «Копли лийнид»), а также трамваи  маршрутов № 1, 2 и 5. На конечной трамвайной остановке находится трамвайное депо.

## Галерея
- Микрорайон Копли
- Жилой дом в Копли, 1916 год
- Памятник павшим воинам СЗА на кладбище Копли (1951 год, разрушен)
- Реновированные дома на улице Сепа, 2021 год
- Улица Алази
- Улица Сюста
- Учебный корпус Морской школы
- Парк Копли
- Часовня Святого Георгия в парке Копли
- Морской променад в 2009 году
- Порт Беккера